# 岡部朗一
岡部朗一（おかべ　ろういち、1941年7月10日-　）は、コミュニケーション学者、南山大学名誉教授。
愛知県生まれ。1974年米国オハイオ州立大学大学院コミュニケーション研究科博士後期課程修了。南山大学助教授、教授、2010年定年、名誉教授  。2020年、瑞宝中綬章受章。

## 著書
- 『異文化を読む 日米間のコミュニケーション』南雲堂 1988
- 『政治コミュニケーション アメリカの説得構造を探る』有斐閣選書 1992
- 『大統領の説得術 人を動かすレトリック』講談社現代新書 1994
- 『30秒の説得戦略 アメリカ大統領選のテレビコマーシャル 1952→now』南雲堂 1996

### 共編著
- 『世界ニュース展望』1997-2003　浅野雅巳共編著 金星堂 1997-2003
- 『シリーズ朝倉〈言語の可能性〉 7 言語とメディア・政治』編 朝倉書店 2009
- 『説得コミュニケーション論を学ぶ人のために』鈴木健共編 世界思想社 2009

### 翻訳
- マイケル・H.プロッサー『異文化とコミュニケーション』東海大学出版会 東海選書 1982
- アラン・ゴールドマン『英語ビジネス交渉の心得』桐原書店 桐原語学ライブラリー　1993
- Christopher Goddard『国際ビジネスイディオムハンドブック 英-英-和だからよくわかる』編訳 ピアソン・エデュケーション ロングマン英語ハンドブックシリーズ　2001

## 論文
- Cinii

## 注
1. ↑  『現代日本人名録』2002年
2. ↑  『異文化を読む』著者紹介
3. ↑  令和2年春の叙勲受章者名簿